# Apostolisches Vikariat Ober- und Niedersachsen
Das Apostolische Vikariat Ober- und Niedersachsen wurde am 6. April 1709 errichtet und umfasste die Gebiete der ehemaligen Bistümer Minden, Verden, Halberstadt, Magdeburg, Havelberg, Brandenburg, Merseburg und Naumburg, die bis dahin dem Apostolischen Vikariat der Nordischen Missionen unterstanden. 1743 wurden die Sächsischen Erblande ausgegliedert und dem neuen Apostolischen Vikariat der Sächsischen Erblande unterstellt, das 1921 dem neuen Bistum Meißen zugeschlagen wurde. Das Vikariat Ober- und Niedersachsen hatte seinen Sitz in Hannover (St. Clemens) und wurde daher auch Apostolisches Vikariat Hannover genannt. Als es am 11. Februar 1780 aufgehoben wurde, kam sein verbliebenes Gebiet wieder an das Apostolische Vikariat der Nordischen Missionen.

## Apostolische Vikare
- Agostino Steffani (1709–1723)
- Ludolf Wilhelm von Majus (1722–1723) (Provikar)
- Agostino Steffani (1726–1728)
- Johann Heinrich Naendorff (1728–1730)
- Leopold Heinrich Wilhelm von Schorror (1730–1745)
- Johann Wilhelm von Twickel (1745–1757)
- Volradus Christian Müller (1757–1759) (Provikar)
- Jodokus Joseph Walmer (1759–1760) (Provikar)
- Johann Theodor von Franken-Siersdorf (1760–1779)